# 백사전 (영화)
백사전(The White Snake Enchantress)은 일본에서 제작된 야부시타 타이지 감독의 1958년 애니메이션 영화이다. 마빈 밀러 등이 주연으로 출연하였고 오카와 히로시 등이 제작에 참여하였다.

## 출연

### 주연
- 마빈 밀러
- 미야기 마리코
- 모리시게 히사야
- 멜 웰즈